# Bufo andrewsi
Bufo andrewsi là một loài cóc thuộc họ Bufonidae.
Loài này có ở Trung Quốc, có thể cả Myanma, và có thể cả Việt Nam.
Môi trường sống tự nhiên của chúng là rừng ôn đới, rừng ẩm vùng đất thấp nhiệt đới hoặc cận nhiệt đới, vùng núi ẩm nhiệt đới hoặc cận nhiệt đới, vùng cây bụi ôn đới, vùng cây bụi ẩm khu vực nhiệt đới hoặc cận nhiệt đới, vùng đồng cỏ ôn đới, sông ngòi, và các đồn điền.